# 死亡之門
《死亡之門》是開發並由Devolver Digital發行的动作冒险游戏，2021年7月20日登陸Microsoft Windows、Xbox One及Xbox Series X/S平台，2021年11月23日推出Nintendo Switch、PlayStation 4及PlayStation 5版本。《死亡之門》也是《泰坦之魂》（2015年）的後傳。遊戲上市後獲得評論家好評，幾間媒體稱讚了機制、精簡設計和難度級別，並拿來與《薩爾達傳說》與《黑暗靈魂》等遊戲做比較；本遊戲也入圍了諸多獎項，其中贏得了金摇杆奖的「最佳獨立遊戲」。

## 遊戲內容

遊戲戰鬥畫面

《死亡之門》是一款3D等距視角動作冒險遊戲。玩家扮演一隻小烏鴉，以「收魂者」身份為收魂委員會總部（Reaping Commission Headquarters）這宛如辦公室般的官僚機構來世收集靈魂。在遊戲的第一個任務中，角色被派去收集一隻不願意離開生命的怪物的靈魂。擊敗對方後，一隻又大又老的烏鴉介入並偷走了靈魂，然後告訴他有關其他烏鴉失蹤的潛在陰謀。老烏鴉解釋，玩家必須穿過三座地牢才能收集打開死亡之門所需的三個「巨人靈魂」（Giant Souls）。
玩家的戰鬥手段從劍、弓和箭開始；劍的攻擊串在一起形成連擊，弓的彈藥能使用劍來補充。隨著遊戲的進行，其他四種武器和三種魔法彈得以使用，但基本的攻擊機制仍保留。一開始，玩家有4點生命值，所有傷害都會導致1點耗盡，但可透過收集種子，並將其種植在世界各地出現的花盆中，藉由種子長成植物，來恢復健康。進出世區域的門在整個遊戲中作為檢查站存在；當玩家死亡時，會在最近的門處重生，而不會失去進度。與其他類薩爾達傳說遊戲一樣，新的物品和能力允許玩家進入先前探索過的關卡中的新區域，且需要合適的工具解決謎題才能完成地下城。遊戲使用靈魂當貨幣，透過殺死敵人和尋找秘密拾取來收集，可以用來升級基本能力。

## 開發及發行
《死亡之門》由位於英國曼徹斯特的兩人工作室——開發，工作室由馬克·福斯特（Mark Foster）與大衛·芬恩（David Fenn）組成。福斯特冠為程式設計師、設計師、編劇和動畫師，芬恩則是製作人、設計師、作曲家和聲音設計師。他們還與兩名概念藝術家和一名建模師合作。開發人員希望利用他們之前的作品《泰坦之魂》（2015年）中的想法和主題，以製作一款更高水準、精緻的遊戲。他們從《薩爾達傳說》、《黑暗靈魂》及吉卜力工作室的作品中汲取靈感。
該遊戲在2019冠状病毒病疫情開始時大約完成了一半，導致他們離開新辦公室，轉向遠端工作，但除此之外並未對開發產生重大的負面影響。《死亡之門》由發行；2021年7月20日針對Microsoft Windows、Xbox One及Xbox Series X/S平台上市，首週銷量超過10萬份。2021年11月23日登陸Nintendo Switch、PlayStation 4及PlayStation 5平台。Netflix獲得了行動裝置（iOS、Android）的發行權，成為Netflix會員獨享之作，2023年12月5日於App Store、Google Play商店上架。

## 反響
《死亡之門》據評論匯總網站Metacritic所示，業界口碑「普遍好評」。多位評論家將其美學比喻為《黑暗靈魂》，但基調更為輕鬆、也更容易上手。
GameSpot網站的亞歷山卓·巴博薩（Alessandro Barbosa）在評論中寫道，「遊戲不太認真看待自己的故事，但總能找到有趣的方式來闡述生死永無止境的循環、追求一種不平衡循環的方法，以及『這些行為』的最終後果。」《死亡之門》被評論家們視為困難，但不到懲罰或虐待玩家的地步。其遊戲機制與爬上爬下的結構與《薩爾達傳說》遊戲相比，評論家們稱讚《死亡之門》依賴該類型常見的嚴格機制及較短的整體遊戲時間，相較《薩爾達傳說》而言簡單得多。
《PC Gamer》的盧克·溫基（Luke Winkie）批評了關卡設計的各個方面，認為這需要更多的回溯，但總體上給予了偏正面的評價：「這就像一款濃縮所有經典的宏偉入門之作——充滿了怪癖、幽默和對細節的奇妙關注，奇蹟地縮至適合兩週的午休時間。」布蘭登·格雷伯（Brendan Graeber）在IGN網站的正面評論中寫道：「《死亡之門》巧妙將經典的地下城解謎與快節奏的戰鬥遭遇相結合，在充滿秘密路徑及隱藏獎勵喜怒無常的世界中創造了一場難忘的冒險。」Kotaku網站讚揚了開發者對細節的重視以及對遊戲設計基礎的執行成果。Destructoid網站也表示，雖然遊戲不完全原創，但成品的一切都非常好。芬恩也因其作曲和聲音設計而受到評論界讚揚。
《死亡之門》在2021年頒獎典禮（專頒發獨立遊戲的獎項）上獲得了「最佳遊戲感」獎，還提名了「最佳新角色」獎。該遊戲也獲得金摇杆奖「最佳獨立遊戲」獎，並提名了2021年遊戲大獎的「最佳獨立遊戲」；以及提名IGN的「2021年最佳動作遊戲」，但輸給了《漫威星際異攻隊》。《死亡之門》還被提名為紐約電子遊戲評論界第11屆年度紐約遊戲獎的外百老匯最佳獨立遊戲獎；該獎項最終頒給了《沙貝》。之後於第25屆年度D.I.C.E.大獎上獲「年度冒險遊戲」及「獨立遊戲傑出成就」獎提名，但分別輸給了《漫威星際異攻隊》與《Unpacking》。其他提名包括：第21屆NAVGTR獎的「傑出原創冒險遊戲」（頒給《The Medium 靈媒》）；西南偏南遊戲獎獎的「年度獨立遊戲」（頒給《奇納：靈魂之橋》）；第18屆英國學院遊戲獎中的「英國遊戲」及「本土產物」（分別頒給《极限竞速 地平线5》和《双人成行》）。
該遊戲榮獲MCV/Develop獎的「年度敘事創新」獎，並獲得2022年獨立遊戲開發者協會遊戲產業獎的「動作與冒險遊戲」和「視覺設計」獎提名（分別頒給《地平線 西域禁地》與《歐利歐利世界》）。

## 外部連結
- 官方网站
- Acid Nerve官方網站 （页面存档备份，存于）